# Marc-Alexandre Millanvoye
Pour les articles homonymes, voir Marca.
 (juillet 2011).
Si vous disposez d'ouvrages ou d'articles de référence ou si vous connaissez des sites web de qualité traitant du thème abordé ici, merci de compléter l'article en donnant les références utiles à sa vérifiabilité et en les liant à la section « Notes et références ».
Marc-Alexandre Millanvoye (surnommé Marca), né le 11 avril 1973 à Chamalières (Puy-de-Dôme) et mort à Paris le 1er janvier 2005, est un journaliste et un animateur de radio français.

## Biographie
À l’âge de 8 ans, il assure la chronique des livres pour enfants dans une radio associative à Clermont-Ferrand puis collabore à Radio France Puy de Dôme, remplaçant plusieurs fois, en 1991 et 1992, Lionel Herrmani, animateur de l’émission Rock du soir. Après des études de journalisme à Tours il fait son stage de fin d’études en mai 1994 à  Radio Bleue, la radio des seniors.  La rédaction de la station lui confie des reportages et le magazine de fin de semaine.
Il tient le standard jeux pendant l’été 1994, saisissant l’occasion de se faire une place dans la Maison ronde. Philippe Regley, l’animateur de l’après-midi, lui confie des chroniques « voyage », il assure aussi un rendez-vous culinaire, faisant découvrir aux auditeurs la cuisines exotiques. Il découvre aussi France Culture de l’intérieur, en tant qu’assistant stagiaire sur diverses émissions de la grille.
Robert Arnaut, le producteur de l’émission de France Inter le samedi après-midi, Chroniques sauvages, l’accueille avec bienveillance, et lui confie quelque 52 min. La première « chronique » emmène les auditeurs sur les traces du Véritable d’Artagnan, dont un des descendants est son parrain, Michel de Batz… Il consacre aussi une émission à Oscar Wilde.
Millanvoye se tourne alors vers la réalisation. Il travaille aussi dans le domaine musical : le jazz au côté d’André Francis, le classique avec Frédéric Lodéon et l’opérette, avec Benoît Duteurtre le dimanche après-midi. Il postule pour la nouvelle radio du Groupe, qui se prépare sous un nom de code, et qui s’appellera Le Mouv. Sa candidature est acceptée, mais il ne sera pas animateur : on lui propose la responsabilité de l’antenne, chargé, en particulier de l’habillage. La création du Mouv, décentralisé à Toulouse, est contestée par les syndicats de Radio France. Il parviendra néanmoins, à prendre le micro pour des chroniques musicales hebdomadaires.
Il remonte vite vers Paris en tant que metteur en ondes, avec, dès son retour en juin 1999, une série d’Arnaud Laporte, Changement de décor, sur les difficultés des immigrés en France. Au cours du même été, avec Christophe Conte, des Inrockuptibles, il  fait découvrir aux auditeurs peu habitués de la chaîne, le rock, le punk, la pop et l’underground. Au côté de Nicolas Saada, il réalise une émission consacrée à Clint Eastwood.
Laure Adler lui confie alors une fonction de producteur : avec Ariel Wizman et Alexis Mital (alias Camille de Toledo) il réalise une série d’émissions : Virus, La prochaine insurrection, Exotica, et Le Easy Listening. Pour Les chemins de la musique, il fait le portrait, en 5 épisodes, du critique musical américain Lester Bangs, et dans Psychedelia, il se pose en historien passionné de la période. Il accompagne Alain Finkielkraut à New York, pour une série d’émissions consacrées à l’écrivain américain Philip Roth.
Il travaille, à la même époque, avec Alexis Mital, pour le magazine Tracks sur Arte, en réalisant des reportages du monde souterrain de New York, Berlin ou Zurich. Il assure des correspondances pour la BBC sur les mouvements de la société française, et un des textes qu’il avait écrit pour l’UNESCO, Teflon under my skin, se trouve publié dans un manuel scolaire  à l’usage des élèves de première.
En 2000, il est engagé par Jean-François Bizot à Radio Nova. Il prend rapidement la direction de l’antenne, et apporte progressivement des changements dans la grille. Il décide d’animer, en compagnie de Tania Bruna-Rosso, Work in Progress programme de fin d’après-midi avec des chroniqueurs comme Nicolas Saada, Camille de Toledo, Henry Chapier, Jean Croq, Jean Rouzaud et Luc Variétés. Il participe à la rédaction du livre présenté par Jean-François Bizot, Underground l’histoire.
Tout en continuant ses activités à Radio Nova, à partir de septembre 2004, il assure des chroniques dans le Vrai journal de Karl Zéro et à I télévision dans Le journal de la contre-culture. Avec Tania Bruna-Rosso il écrit 50 ans de looks rebelles  publié par les éditions Scali en octobre 2004. Il enregistre avec le groupe Holden, nom de son héros littéraire préféré, apparaît dans la première scène du film d’Yvan Attal Ils se marièrent et eurent beaucoup d’enfants et se produit sur scène à Stockholm en mars 2004, guitariste du groupe Liquid Architecture.
Mar-Alexandre Millanvoye meurt d'une overdose chez lui, au petit matin du réveillon qu'il avait organisé, abandonné par un ancien camarade d'adolescence qu'il hébergeait momentanément et qui l'a laissé face à la mort sans appeler les secours.[réf. souhaitée]La non assistance à personne en danger ayant entrainé la mort a été jugée par le tribunal de Paris en 2006. France Culture diffuse du 10 au 15 janvier 2005 les principales productions qu'il avait réalisées pour la chaîne, Radio Nova réalise une émission d’adieu  et organise une fête au Rex, avec Cosmo Vitelli, Laurent Garnier et Keren Ann.Il est inhumé au columbarium du Père-Lachaise (case 19 233).